# 安日洛·德多納蒂斯
安日洛·德多納蒂斯（義大利語：Angelo De Donatis；1954年1月4日—）是意大利籍天主教枢机，現任羅馬教區代理主教、拉特朗聖若望大殿總鐸和宗座拉特朗大學大校監。
在教宗方濟各于2018年6月28日將他擢升為樞機之前，他还只是一名總主教，因此他也是自16世紀以來首位在受任之时不是枢机的羅馬教區代理主教。

## 生平

### 早期生活
安日洛·德多納蒂斯於1954年1月4日在意大利萊切省卡薩拉諾出生。他曾在一所位於塔蘭托的修院和宗座羅馬大修院就讀，後來他分別在宗座拉特朗大學和宗座額我略大學修讀哲學和神學並在宗座額我略大學獲得倫理神學碩士學位。

### 司鐸時期
德多納蒂斯於1980年4月12日在納爾多-加利波利教區晉鐸。晉鐸後，他在聖撒多寧堂區負責教授宗教學。1983年11月28日，他歸屬羅馬教區並在同年開始出任聖撒多寧堂區的代牧至1988年為止。
1989年，他擔任樞機團秘書的檔案員及成為耶路撒冷聖墓騎士團的騎士。從1990年開始，他成為了宗座羅馬大修院的靈修總監及羅馬教區代理主教聖職部門總監。同年，他獲委任為宗座特派司鐸。1991年，他卸下檔案員的職務並在5年後卸任聖職部門總監一職。2003年，他卸任大修院靈修總監並轉任羅馬聖馬爾谷堂區的主任司鐸。同年，他開始在羅馬教區全國聖職人員家庭協會（National Clergy Family Association）工作。他曾經是羅馬教區的牧民議會和參議會的成員。
德多納蒂斯是其中一位在2013年的聖油彌撒完結後與教宗方濟各和時任聖座副國務卿（一般事務處）若望·安日洛·貝丘共進午餐的羅馬神父。
翌年4月，方濟各委任他在四旬期靈修活動中為方濟各和羅馬教廷的成員講道，這個職務在過去的50年都是由樞機或神學家擔任。另外，他曾在2015年9月協助意大利的聖龔施丹墓穴組織（Cripta SS. Crocefisso）主持靈修活動。

### 主教時期
2015年9月14日，方濟各委任德多納蒂斯為羅馬教區輔理主教及莫托拉領銜教區領銜主教。方濟各於同年11月9日在拉特朗聖若望大殿將他晉牧。晉牧禮由方濟各主禮，羅馬教區代理主教奧斯定·瓦利尼樞機和聖職部部長本雅明·斯泰拉樞機襄禮。此外，薩爾瓦托萊·德焦爾吉樞機、聖母大殿總鐸桑托斯·阿夫里爾·卡斯特略樞機、波隆那總教區總主教瑪竇·祖皮、羅馬教區副代理主教斐理伯·伊安諾納及5位羅馬教區輔理主教亦有出席。他選擇以為格言，意指「無物甜過愛」。這句格言源自聖盎博羅削。
他於2016年9月出版了一本名為《無物甜過愛》（Nulla è più dolce dell'amore）的書，裡面建議了20個應如何就《聖經》中所談及的慈悲而作出反思的方法。
2017年，德多納蒂斯於安德肋·桑托羅於2006年在土耳其被暗殺紀念日前夕為他舉行守夜禮。桑托羅是一名神父，亦是德多納蒂斯在修院的朋友。方濟各於同年5月26日同意讓奧斯定·瓦利尼樞機辭去羅馬教區代理主教及拉特朗聖若望大殿總鐸的職務，並於同日委任德多納蒂斯接任。與此同時，方濟各亦將德多納蒂斯升為總主教。他的領銜教區職務亦於同日轉為領銜總主教。德多納蒂斯獲委任為羅馬教區代理主教後成為了16世紀來首位擔任此職之時的非樞機者。此外，他亦自動獲委任為宗座拉特朗大學大校監。

### 樞機
教宗方濟各於2018年5月20日宣佈會擢升德多納蒂斯為樞機。方濟各於同年6月28日舉行的公開常務樞密會議上擢升他為司鐸級樞機，並接替馬爾谷·切而領羅馬聖馬爾谷堂區司鐸銜。該堂區是他2003年出任主任司鐸的堂區。他於2019年7月11日起開始出任烏克蘭希臘禮天主教意大利宗座代牧區宗座署理。
其在2019冠狀病毒病疫情中打算按照意大利政府指示關閉教堂避疫，但在教宗方濟各反對下重新開放教堂，其後他證實感染2019冠狀病毒病。

## 牧徽

德多納蒂斯的樞機牧徽

德多納蒂斯的總主教牧徽

德多納蒂斯的主教牧徽

### 紋章
盾牌內紅色部分有一隻屬於聖馬爾谷的有光環、有翼、頭部望向前方的金色獅子，這隻正蹲下的獅子以前腳抓住一本金色書籍。書上每邊的文字各自以4行書寫，一邊寫有「PAX TIBI MARCE」（願平安與馬爾谷同在）、另一邊寫有「EVANGELISTA MEUS」（我的傳道者）。藍色部分上有一個銀色的宗座華蓋，銀色部分上有一棵石榴。牧徽上的主教帽和盾牌的背後有一個宗主教十字。此外，牧徽裡有一句格言。

### 格言
德多納蒂斯的格言「Nihil caritate dulcius」（無物甜過愛）出自聖盎博羅削的《論神職人員之職》（De officiis ministrorum）裡的一句話：「和陸相處會使你克服你的情感。請彼此愛對方。無物甜過愛，無物比和陸相處更令人愉快」。

### 解讀
牧徽上有一隻聖馬爾谷的獅子。德多納蒂斯在2003年開始管理羅馬聖馬爾谷堂區，該堂區敬奉聖馬爾谷，而這隻獅子後的紅色背景代表愛和血。下方有一個代表耶穌受難的石榴，石榴後的背景為銀色；這表示聖母瑪利亞是純潔的，而德多納蒂斯已經獲托付牧職。此外，牧徽上有一個宗座華蓋，華蓋後的背景為藍色。華蓋代表羅馬主教，藍色背景則代表「天上的不朽」、「到達天主國度的理想」、「天上與人間價值分離」和「前往天主的靈魂」。

## 外部連結
- 在Catholic-Hierarchy.org上的Angelo Cardinal De Donatis. 檢索日期於2018-12-23

| 天主教會職銜                               | 天主教會職銜                                          | 天主教會職銜                                 |
| ------------------------------------------ | ----------------------------------------------------- | -------------------------------------------- |
| 前任者： 奧斯定·瓦利尼                     | 羅馬教區代理主教 2017年至今                           | 現任                                         |
| 前任者： 奧斯定·瓦利尼                     | 拉特朗聖若望大殿總鐸 2017年至今                       | 現任                                         |
| 前任者： 奧斯定·瓦利尼                     | 宗座拉特朗大學大校監 2017年至今                       | 現任                                         |
| 前任者： 馬爾谷·切                         | 羅馬聖馬爾谷堂區領銜司鐸 2018年至今                   | 現任                                         |
| 前任者： —                                 | 烏克蘭希臘禮天主教意大利宗座代牧區宗座署理 2019年至今 | 現任                                         |
| 前任者： （自己） 為莫托拉領銜教區領銜主教 | — 名义上的 — 莫托拉領銜教區總主教 2017年至？          | 繼任者： —                                   |
| 前任者： —                                 | — 名义上的 — 莫托拉領銜教區主教 2015年至2017年        | 繼任者： （自己） 為莫托拉領銜教區領銜總主教 |
| 前任者： —                                 | 羅馬教區輔理主教 2015年至2017年                       | 繼任者： —                                   |